# همان‌سازی (علوم رایانه)
همان‌سازی (به انگلیسی: unification) یا یکسان‌سازی در منطق و علوم رایانه، یک فرایند الگوریتمی برای حل معادله‌ها بین عبارات نمادین است.
بر اساس آنکه کدام عبارات (که ترم نامیده می‌شوند) اجازه رخداد در مجموعه معادلات را دارد (که مسئله همان‌سازی نام دارد)، و نیز بر اساس آنکه کدام عبارات‌ها معادل درنظر گرفته می‌شوند، چارچوب‌های همان‌سازی از هم متمایز می‌شوند. اگر متغیرهای سطح بالا، یعنی متغیرهایی که نمایش‌دهنده توابع هستند، امکان وجود در یک عبارت را داشته باشد، به این فرایند همان‌سازی سطح بالا می‌گویند، در غیر این صورت به آن همان‌سازی سطح اول می‌گویند. اگر به وجود راه‌حلی برای همان‌سازی لیترالی هر دو طرف هر معادله نیاز باشد، به این فرایند نحوی یا همان‌سازی آزاد می‌گویند، در غیر این صورت به آن معنایی، همان‌سازی معادله‌ای، یا همان‌سازی E یا همان‌سازی بر پایه نظریه می‌گویند.
راه‌حل‌های مسئله همان‌سازی توسط «جایگزینی» نشان داده می‌شوند، که «جایگزینی» یک نگاشت است که یک مقدار نمادین را به هر متغیر در عبارت‌های مسئله انتساب می‌دهد. یک الگوریتم همان‌سازی باید برای یک مسئله معین یک مجموعه جایگزینی «کامل و کمینه» محاسبه کند، یعنی این مجموعه همه جواب‌ها را پوشش دهد، و نیز شامل هیچ عضو زایدی هم نیست. بر اساس چارچوب مسئله، یک «مجموعه جایگزینی کامل و کمینه» می‌تواند تعداد اعضایش حداکثر یک، حداکثر تعداد متناهی، یا احتمالاً تعداد بی‌نهایتی عضو داشته باشد، یا ممکن است اصلاً عضوی نداشته باشد. در بعضی از چارچوب‌ها معمولاً غیرممکن است که در مورد وجود راه‌حل تصمیم‌گیری کرد. برای همان‌سازی نحوی سطح اول، مارتلی و مانتناری یک الگوریتم ارائه دادند که قابل حل نبودن را گزارش کند، یا در غیر اینصورت یک مجموعه جایگزینی منفرد کمینه و کامل را محاسبه می‌کند، که شامل عمومی‌ترین همان‌ساز است.
برای مثال، اگر  x,y,z متغیر باشند، مجموعه عبارت منفرد  { cons(x,cons(x,nil)) = cons(2,y) } یک مسئله همان‌سازی سطح اول نحوی است، که تنها راه‌حل‌اش جایگزینی  { x ↦ 2, y ↦ cons(2,nil) } است. مسئله همان‌سازی سطح اول نحوی  { y = cons(2,y) } در مجموعه ترم‌های متناهی هیچ راه‌حلی ندارد. با این حال، راه‌حل منفرد  { y ↦ cons(2,cons(2,cons(2,...))) } را در مجموعه درخت‌های نامتناهی دارد. مسئله همان‌سازی سطح اول معنایی  { a⋅x = x⋅a } دارای جایگزینی با فرم  { x ↦ a⋅...⋅a } است، که یک راه‌حل در نیم-گروه است، یعنی اگر (.) شرکت‌پذیر درنظرگرفته شود، مسئله مشابهی در گروه آبلی دیده می‌شود، که در آن (.) جابه‌جایی‌پذیر موقعی جابه‌جایی‌پذیر است، که هر جایگزینی اصلاً یک راه‌حل نباشد. مجموعه منفرد  { a = y(x) }  یک مسئله همان‌سازی سطح دوم نحوی است، زیرا  y یک متغیر تابعی است. یک راه‌حل برای این مسئله  { x ↦ a, y ↦ (identity function) };  است، راه‌حل دیگری هم دارد که  { y ↦ (constant function mapping each value to a), x ↦ (any value) } است.
اولین الگوریتم همان‌سازی توسط ژاکوس هربراند کشف شد، درحالی‌که اولین بررسی صوری را می‌توان به آلان روبینسون نسبت داد، که از همان‌سازی نحوی سطح اول می‌توان به عنوان بلوک سازنده اصلی فرایند رزلوشن اش برای منطق مرتبه اول استفاده کرد، که این موضوع در زمینه فناوری استدلال حودکار، یک گام بزرگ به جلو محسوب می‌شد، زیرا یکی از منابع انفجار ترکیبیاتی را حذف می‌کرد: یعنی دیگر نیاز نبود نمونه‌سازی از ترم‌ها را جستجو کرد. امروزه استدلال خودکار هنوز اصلی‌ترین زمینه در کاربرد مسئله همان‌سازی است. یکسان‌سازی سطح‌اول نحوی در برنامه‌نویسی منطقی، و نیز پیاده‌سازی سامانه نوع زبان برنامه‌نویسی استفاده می‌شود، مخصوصاً در الگوریتم‌های استنتاج نوع مبتنی بر هیندلی-میلنر از آن استفاده می‌شود. از همان‌سازی نحوی در حل‌کننده‌های مسئله SMT، الگوریتم‌های بازنویسی ترم، و تحلیل پروتکل رمزنگاری استفاده می‌شود. از همان‌سازی سطح بالاتر در کمک اثبات‌گر استفاده می‌شود، مثلاً در ایزابل، و توِلف از آن استفاده می‌شود، و حالت‌های محدودتر همان‌سازی سطح بالا (همان‌سازی الگوی سطح بالا) در بعضی از پیاده‌سازی‌های زبان برنامه‌نویسی، مثل لمبداپرولوگ، استفاده شده‌است، به دلیل آنکه الگوهای سطح بالاتر قابلیت بیان بالاتری دارند، هنوز فرایند همان‌سازی مربوط به آن‌ها، ویژگی‌های نظری‌شان به همان‌سازی سطح اول نزدیک است.
در منطق ریاضی، مخصوصاً آنچه در علم کامپیوتر به کار می‌رود، اتحاد رابطه یا جمله نوعی الحاق (در معنی شبکه)، با توجه به یک نوع تخصصی، می‌باشد. به معنای دیگر، ما یک preorder را روی یک سری از روابط در نظر می‌گیریم، مثلاً t* ≤ t یعنی اینکه t* از t گرفته شده، به وسیلهٔ جانشانی برخی رابطه(ها) برای یک یا تعداد بیشتری از متغیرهای آزاد در t. اتحاد u از s و t، در صورت وجود، یک رابطه است که برای هردوی t و s یک مثال جانشانی به‌شمار می‌رود. اگر هر مثال جانشانی از s و t یک مثال برای u هم باشد، u اتحاد کمین نامیده می‌شود.
برای مثال، در مورد چندجمله‌ای‌ها، {\displaystyle X2} و {\displaystyle Y3} می‌توانند به صورت {\displaystyle Z6} متحد شوند، اگر X را {\displaystyle Z3} و Y را {\displaystyle Z2} بگیریم.

## تعریف یکسان‌سازی برای منطق نوع اول
بگذارید p و q جملاتی در منطق نوع اول باشند.
UNIFY (p، q) = U where subst (U،p) = subst (U،q)
هرجا subst(U,p) باشد یعنی نتیجهٔ به‌کارگیری U جانشانی روی جملهٔ p. بنابراین U متحدکنندهٔ p و q نامیده می‌شود. یکسان‌سازی نتیجهٔ به‌کارگیری از U برای هردوی p و q است.
فرض کنید L مجموعه ایی از جملات باشد، برای مثال L = {p,q}. یک متحدکنندهٔ U، عمومی‌ترین متحدکننده نامیده می‌شود اگر برای تمام متحدکننده‌های U' از L، یک جایگزین s وجود داشته باشد که
subst(U',L) = subst(s,subst(U,L)).

## یکسان‌سازی در برنامه‌نویسی منطقی و تئوری نوع
مفهوم یکسان‌سازی یکی از ایده‌های مهم در ورای برنامه‌نویسی منطقی است، که با زبان Prolog به بهترین نحو شناخته شده‌است. این برنامه مکانیزم محصور ومنسجم کردن محتویات متغیرها را نشان می‌دهد و می‌تواند به صورت نوعی از گمارش «یک زمانی» به نمایش در آید. در پرولوگ، این عملکرد به وسیلهٔ نماد تساوی = مشخص می‌شود، اما هنگام معرفی متغیرها نیز انجام می‌شود (قسمت زیر را ببینید). هم چنین در زبان‌های دیگر با استفاده از نماد تساوی =، استفاده می‌شود، اما هم چنین در رابطه با خیلی از عملگرها از جمله+، *، /. الگوریتم‌های استنباط نوع، به‌طور نمونه بر مبنای یکسان‌سازی هستند.
در پرولوگ
1. متغیری که معرفی نشده‌است-یعنی هیچ متحدکنندهٔ قبلی روی آن کاری انجام نداده‌است-می‌تواند با یک جزء، یک جمله، یا متغیر معرفی نشدهٔ دیگر متحد و یکسان شود، بنابراین به شیوهٔ کارآمدی، نام مستعار آن می‌شود. در بسیاری از گویش‌های نوین پرولوگ و در منطق نوع اول، یک متغیر نمی‌تواند با جمله‌ای یکسان شود که آن جمله شامل آن متغیر است؛ این مورد به اصطلاح occurs check می‌باشد.
2. دو جزء کوچک تنها زمانی می‌توانند یکسان شوند که دقیقاً شبیه هم باشند.
3. به‌طور مشابه، یک جمله زمانی می‌تواند با جمله دیگری یکسان شود که top function symbols و arities جملات دقیقاً شبیه هم باشند و هم‌زمان پارامترها بتوانند متحد گردند. توجه داشته باشید که این یک رفتار بازگشتی است (عکس آن نیز درست است).

در تئوری نوع، بیانیه‌های آنالوگ
1. هر نوع متغیر با هر نوع بیان یکسان می‌شود، و به عنوان بیان معرفی می‌شود. یک تئوری خاص ممکن است این قاعده را با occurs check محدود کند.
2. دو نوع ثابت تنها زمانی یکسان می‌شوند که نوعشان یکی باشد.
3. دو نوع ساختار تنها زمانی یکسان می‌شوند که آن‌ها کاربردهای یک نوع سازنده باشند و تمام انواع مؤلفه‌هایشان به‌طور بازگشتی (متقابلاً) یکسان شود.

توجه داشته باشید که عکس آن نیز درست است.
به دلیل این ذات اظهاری، ترتیب در یک توالی از یکسان‌سازی‌ها (معمولاً) مهم نیست.
توجه داشته باشید که در واژگان منطق نوع اول، یک اتم یا یک جزء، گزاره ومفهوم پایه است و به‌طور مشابه با یک جملهٔ پرولوگ یکسان می‌شود.
دانشمند فرانسوی کامپیوتر، Gérard Huet الگوریتمی برای یکسان‌سازی در simply typed lambda calculus در ۱۹۷۳ ارائه داد. از آن زمان پیشرفت‌های بسیاری در تئوری یکسان‌سازی صورت گرفته‌است.

## یکسان‌سازی نوع بالاتر
یکی از مؤثرترین تئوری‌های حذف این است که حذفیات، که مقدار آن‌ها با استفاده از یکسان‌سازی نوع بالاتر (HOU) تعیین شده‌است، توسط متغیرهای مستقل نمایش داده می‌شوند. برای مثال، نمایش معنایی جان شبیه مری است و پیتر هم چنین، این گونه است: (j; m)R(p) و مقدار R (نمایش معنایی حذفیات) توسط معادلهٔ شبیه به (j; m) = R(j) تعیین می‌شود. روند حل این معادله، یکسان‌سازی نوع بالاتر نامیده می‌شود.

## مثال‌هایی از یکسان‌سازی
- در قرارداد پرولوگ، اجزاء کوچک‌تر با حروف وعبارت‌های lowercase شروع می‌شوند.
- A, A: درست است. (tautology)

A, B, abc: هردوی توسط جزء abc یکسان شده‌است.
- abc, B، A: مانند بالا (یکسان‌سازی متقارن است).
- abc, abc: یکسان‌سازی درست است.
- abc, xyz: یکسان‌سازی نادرست است، چون اجزاء متفاوت هستند.
- f(A), f(B): A با یکسان B شده‌است.
- f(A), g(B): نادرست است، چون آغاز حروف (یا عبارت‌ها) متفاوت است.
- f(A), f(B, C): یکسان‌سازی نادرست است، چون عبارت‌ها arity متفاوتی دارند.
- f(g(A)), f(B): B را با عبارت g(A) یکسان می‌کند.
- f(g(A), A)، f(B, xyz): A را با جزء xyz و Bبا عبارت g(xyz) یکسان می‌کند.
- A, f(A): یکسان‌سازی نامتناهی، A با f(f(f(f(...)))) یکسان می‌شود. در منطق مناسب نوع اول و بسیاری از گویش‌های مدرن پرولوگ، این مورد ممنوع است (و به وسیلهٔ occurs check اجرا می‌شود).
- A, abc, xyz, X: یکسان‌سازی نادرست است؛ به گونهٔ مؤثر: abc = xyz.